# Heinz Eckner

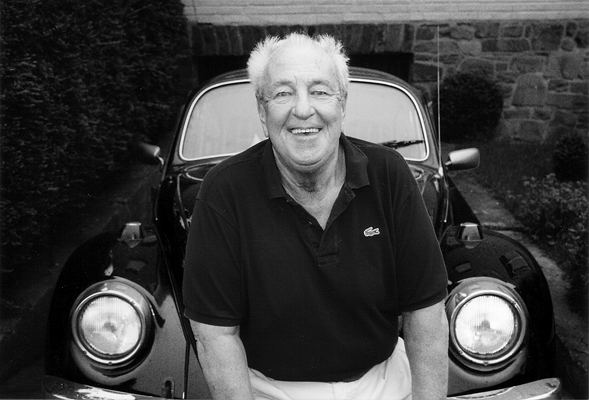
Heinz Eckner (2008)

Heinz Eckner (* 4. Mai 1925 in Dresden; † 30. Mai 2012 in Achim bei Bremen) war ein deutscher Schauspieler und Komiker.

## Leben

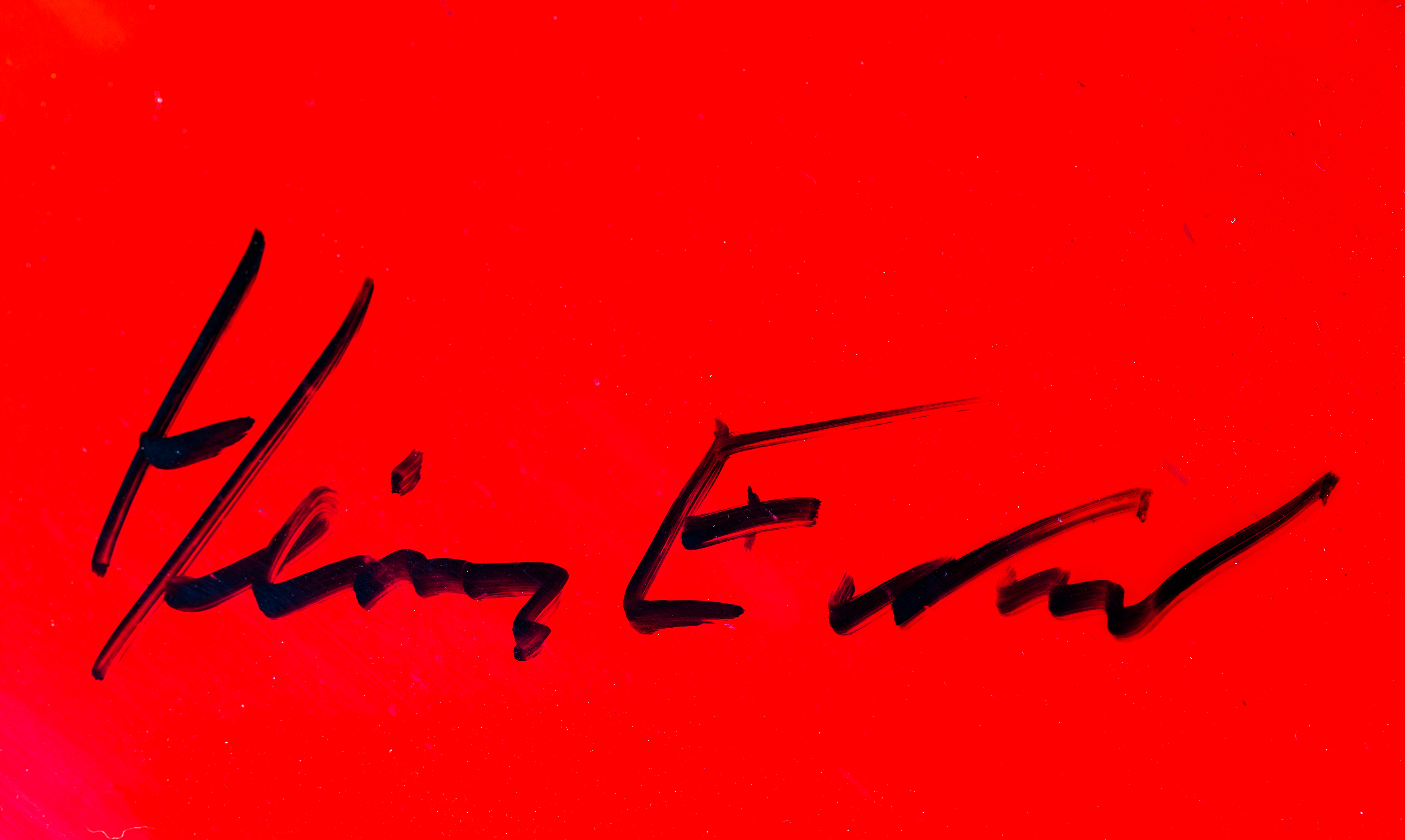
Signatur von Heinz Eckner auf dem VW Käfer „Stippvisite“.

Heinz Eckner wollte bereits mit 14 Jahren Schauspieler werden, als er bei einer Schüleraufführung in seiner Heimatstadt Dresden erfolgreich mitspielte. Sein Vater drängte aber zu einem „ordentlichen“ Beruf, woraufhin er eine Lehre zum Elektriker absolvierte, daneben aber Schauspielunterricht nahm. Nach dem Krieg spielte er am Theater in Berlin, Hannover und Hamburg, dann war er erfolgreich als Operettenbuffo tätig. Als er diese Tätigkeit wegen zunehmender Leibesfülle nicht mehr ausüben konnte, weil die Soubrette neben ihm zu zierlich wirkte, wechselte er in das komische Fach.
Eckner besang mehrere Schallplatten. Seine erste regionale Fernsehserie war So einfach ist das, in der er Sketche über einfache, alltägliche Dinge präsentierte.
Heinz Eckner war insgesamt 25 Jahre für Radio Bremen tätig. In der Kantine dieses Senders entstand im Sommer 1968 aus einer zufälligen Begegnung eine Zusammenarbeit mit Rudi Carrell. Eckner war als Komiker bei der Rudi Carrell Show tätig und bei allen Ausgaben von Am laufenden Band Carrells Assistent. Darüber hinaus begleitete er ihn bei seiner Bädertournee und spielte auch in einem Kinofilm mit. Daraufhin sagte er: Wir ergänzen uns wie ein altes Ehepaar. Allerdings endete die Zusammenarbeit mit der letzten Ausgabe von Am laufenden Band.
Vom 22. April 1981 bis 1983 moderierte Eckner im ZDF-Vorabendprogramm die Unterhaltungsreihe Ein Wort aus Musik in 34 Folgen, bei der Hans Rosenthal Regie führte und für die Heinz Schenk die Drehbücher schrieb. Mit rund 1,117 Millionen Zuschauerzuschriften an die Programmdirektion stand die Sendereihe beim ZDF in der Resonanz des Publikums an der Spitze der Popularität, auf dem zweiten Platz war Musik ist Trumpf mit Harald Juhnke mit rund 0,402 Mio. Briefen. Rosenthal hatte die erfolgreiche ZDF-Vorabendserie als Adaption seiner erfolgreichen RIAS-Radio-Sendung Das klingende Sonntagsrätsel ins Fernsehprogramm gebracht.
Außerdem veröffentlichte Eckner vier Bücher und spielte in mehreren Filmen mit. Er machte Werbung für die CMA und trat regelmäßig als Alleinunterhalter bei Betriebsfeiern und dergleichen auf, was er als unheimlich wichtige Übung empfand. Er lebte einige Jahre in Üdingen, wo seine Frau Renate eine Gaststätte betrieb. Aufgrund seiner Arbeit bei Radio Bremen zog er nach Bremen und kaufte dort ein Haus. Mitte der 1970er Jahre legte er sich zudem einen kleinen Bauernhof in Wachendorf zu, wobei er kurz darauf Nachbar von Rudi Carrell wurde, als der sich dort ebenfalls einen – allerdings wesentlich größeren – Bauernhof gekauft hatte. Mit seiner zweiten Frau Renate (* 1934) hatte Eckner drei Kinder, Gudrun (* 1957), Hans (* 1958) und Frank(* 1966). Er war Hobbykoch, wobei er besonders gern Suppen zubereitete, und sein Sohn Frank hat eine Schauspielschule besucht und Veranstalter mit IHK-Abschluss. Ab 2008 verbrachte Eckner seinen Lebensabend in einem Pflegeheim in Achim, wo er am  30. Mai 2012 im Alter von 87 Jahren verstarb.

## Werke
Im Dunkmann Verlag, Aurich,  erschienen von ihm 1997 und 2000 jeweils zwei Bände mit dem Titel Am laufenden Band: Starke Sprüche!.

## Diskografie
- Stimmung, Bier und Bums valdera. RCA-Schallplatten, Hamburg 1975.
- Bild am Sonntag präsentiert: Heinz Eckner singt am laufenden Band. Aladin, Köln / EMI-Electrola, Vertrieb, Köln 1980.
- Heinz Eckner singt am laufenden Band. Aladin, Köln / CBS-Schallplatten, Vertrieb, Frankfurt am Main 1980.
- Das große Fernseh-Wunschkonzert. RCA-Schallplatten, Hamburg 1980.
- Stimmungs-Hits mit Witz. Emston-Musik, Bühlertal 1982.
- Die goldene Stimmungsparade. Schwabenton Records, Neckartenzlingen 1984.

## Film und Fernsehen
- 1968–1973: Rudi Carrell Show (TV)
- 1971: Die Kompanie der Knallköppe
- 1971: Rudi, benimm dich!
- 1974–1979: Am laufenden Band (TV)
- 1976: Derrick (TV)

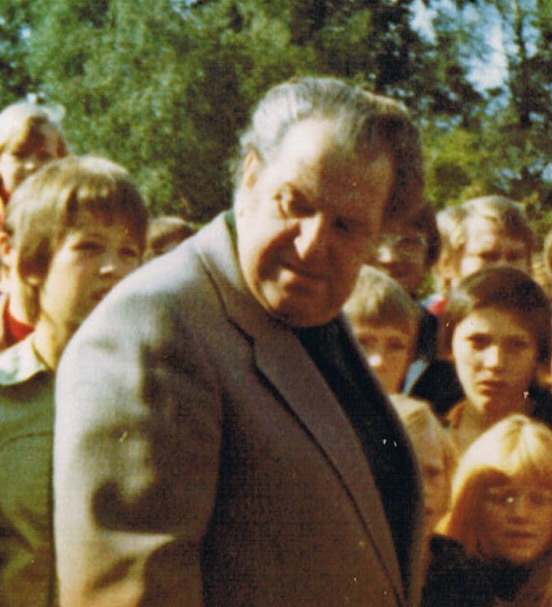
Heinz Eckner (1976)

- 1978: Himmel, Scheich und Wolkenbruch
- 1979: Traumschiff nach Casablanca
- 1980: Zärtlich aber frech wie Oskar
- 1981: Ein Kaktus ist kein Lutschbonbon
- 1981: Ein Wort aus Musik (TV)
- 1988: Die Schwarzwaldklinik (TV)
- 1988: Leben im Alter (TV) (Regie: Eberhard Weißbarth)
- 1991: Spatzi (TV)
- 1991: Ein Schloß am Wörthersee (TV)
- 1994: Drei zum Verlieben (TV)
- 1994: Pumuckl und der blaue Klabauter
- 1994: Die Wache